# Sicarius gracilis
Espèce
Synonymes
- Thomisoides gracilis Keyserling, 1880

Sicarius gracilis est une espèce d'araignées aranéomorphes de la famille des Sicariidae.

## Distribution
Cette espèce se rencontre au Pérou et en Équateur.

## Description
Le mâle holotype mesure 9,0 mm.

## Publication originale
- Keyserling, 1880 : Die Spinnen Amerikas, I. Laterigradae. Nürnberg, vol. 1, p. 1-283 (texte intégral).